# Harro Bode
Harro Bode, född den 20 februari 1951 i Bad Sobernheim, är en västtysk seglare.
Han tog OS-guld i 470 i samband med de olympiska seglingstävlingarna 1976 i Montréal.